# Seven Femenino de Sudáfrica
El Seven Femenino de Sudáfrica es un torneo anual femenino de rugby 7 que se disputa en Ciudad del Cabo, Sudáfrica, desde 2019. Forma parte de la Serie Mundial Femenina de Rugby 7. 
Desde su primera edición en 2019, se disputa conjunta y simultáneamente con el torneo masculino.
El torneo tiene lugar en el Estadio de Ciudad del Cabo, Ciudad del Cabo.

## Palmarés
| Año  | Sede                       | Campeón       | Marcador | Subcampeón     |
| ---- | -------------------------- | ------------- | -------- | -------------- |
| 2019 | Estadio de Ciudad del Cabo | Nueva Zelanda | 17 - 7   | Australia      |
| 2022 | Estadio de Ciudad del Cabo | Nueva Zelanda | 31 - 14  | Australia      |
| 2023 | Estadio de Ciudad del Cabo | Australia     | 29 - 26  | Francia        |
| 2024 | Estadio de Ciudad del Cabo | Nueva Zelanda | 26 - 12  | Estados Unidos |

## Posiciones
Número de veces que las selecciones ocuparon cada posición en todas las ediciones.
| Equipo         | Campeón | 2º puesto |
| -------------- | ------- | --------- |
| Nueva Zelanda  | 3       |           |
| Australia      | 1       | 2         |
| Francia        |         | 1         |
| Estados Unidos |         | 1         |